# FCM 36
Le FCM 36 est un char léger français datant de 1936, construit par les Forges et chantiers de la Méditerranée (FCM).

## Développement et production

### Contexte
En 1933, la société Hotchkiss proposa de construire un char d'accompagnement d'infanterie léger en masse et à faible coût. L'armée française invita alors l'ensemble de l'industrie française à offrir des conceptions alternatives. À la fin, les trois prototypes concurrents furent mis en production : le Hotchkiss H35, le Renault R35 et le FCM 36, le char Batignolles-Châtillon ne dépassant le stade des essais.

### Développement initial
Les Forges et chantiers de la Méditerranée (FCM), situés à La Seyne-sur-Mer près de Toulon, avaient une certaine expérience de la production de blindés comme les dix chars géants FCM 2C construits en 1921 et avaient été impliqués dans le développement du char B1. L'ingénieur Bourdot, qui avait conçu la suspension du char B, créa un principe de char moderne tirant pleinement parti de la grande capacité d'électrosoudage du chantier. En mars 1934, il présenta une maquette en bois approuvée par l'armée. Le 2 avril 1935, le prototype fut remis à la Commission de Vincennes, avec une tourelle équipée de deux mitrailleuses. La commission fut très impressionnée par le véhicule, en raison de son blindage incliné et soudé et l'utilisation d'un moteur Diesel promettant une faible consommation de carburant. Il était un peu plus lourd que les 9 tonnes au cahier des charges, avec ses 10 168 kg. Cependant, le prototype était difficile à évaluer en raison de problèmes mécaniques. Après la première campagne de tests achevée le 9 juin, il fut renvoyé au fabricant.
Les FCM ne purent pas tester le prototype eux-mêmes, et après évaluation, de nombreuses lacunes devinrent évidentes. En conséquence, le véhicule fut entièrement repensé avec une nouvelle configuration, dont une coque plus légère, la tourelle, la suspension et les chenilles modifiés. Le toit du compartiment moteur fut boulonné pour faciliter les dépannages. Le 10 septembre, le prototype fut de nouveau envoyé à Vincennes puis retourné le 23 octobre pour renforcer sa suspension. Le char fut de nouveau testé du 19 décembre 1935 jusqu'au 14 mai 1936. Il fut alors approuvé avec un blindage épaissi de 30  à   40 mm, selon les nouvelles spécifications. Cela fut obtenu par le soudage d'une plaque de 10 mm d'acier appliquée sur le blindage principal. Cette caractéristique était étendue à tous les véhicules de production. Le prototype fut porté à l'attention de la Commission d'infanterie. Elle le déclara supérieur à tous ses concurrents le 9 juillet, particulièrement depuis qu'il avait été prouvé le 17 juin qu'il était complètement étanche aux gaz, une caractéristique considérée comme importante à l'époque.

### Production
La société des Forges et chantiers de la Méditerranée construisit entre le 2 mai 1938 et le 13 mars 1939 une centaine d'exemplaires du Char léger Modèle 1936 FCM ou FCM 36. Trop coûteuse, la production de ce char ne fut pas reprise avec la déclaration des hostilités.

## Histoire opérationnelle
En 1940, le 4e BCC et le 7e BCC sont équipés de 45 chars chacun. De plus, 10 chars servent de char-école ou demeurent en réserve. Les régiments sont dirigés vers la frontière 10 mai 1940.
Le 14 mai 1940, ces bataillons combattirent la 1re Panzerdivision et le régiment Gross Deutschland du 19e corps blindé de Heinz Guderian au sud de Sedan, déployé à proximité du verrou de Stonne et en Argonne. Le 7ème bataillon, qui devait attaquer en soutien du 213ème RI, se trouve rapidement seul, au moment d’affronter une forte défense allemande, d’antichars et de chars des régiments Grossdeutschland et 10e PZD, ce qui ne répondait en rien aux missions pour lesquelles le FCM 36 avait été conçu. Trop lents, et surtout faiblement armés, les unités engagées furent presque toutes détruites: La 1ère compagnie du 7ème bataillon perd 9 chars sur 13 engagés, la seconde 8 sur 11.
Le 26 mai 1940, le 4e B.C.C. passe en réserve d’armée, il a alors perdu environ la moitié de son matériel. Les 1ère et 3e compagnies sont réduites à une seule compagnie de douze engins.
Le 9 juin 1940, le 4ème BCC doit contrattaquer dans la région de Voncq les unités allemandes qui ont franchi le Canal des Ardennes. Coordonnée avec des unités du 57ème RI, l’attaque des chars va s’exercer contre des unités d’infanterie allemandes en mouvement. Au soir du 9, le bilan est positif, malgré la destruction de 5 chars, la 78 ID allemande fait face à de lourdes pertes, dont 550 morts. Le lendemain 10 juin, cependant, face à des Allemands renforcés, l’engagement du 4ème BCC tournera à la mission de sacrifice, pour couvrir la retraite des fantassins.
Lors de ces combats, le blindage du char FCM, en particulier sa tourelle, sera traversé par les munitions Panzergranate 39 (en) 37 mm, obus antichar allemand standard, provenant surtout des canons de chars KwK 36 L/45 des Pz.Kpfw. III D, tirés à courte distance, mais résistera aux tirs des mêmes pièces plus éloignées. 
Malgré ses défauts et les lourdes pertes subies, le Char FCM a pu être considéré comme le meilleur char léger français de 1940. À l'avantage de son moteur diesel, il joignait en effet celui d'une meilleure habitabilité de sa tourelle et de son poste de conduite, très appréciée de ses équipages en particulier en cas de combats prolongés. Dans un rapport de novembre 1940, le général Olry devait même rapporter l'opinion de divers officiers des bataillons qui en avaient été équipés et le qualifiaient d' « engin splendide ».

## Caractéristiques

### Protection

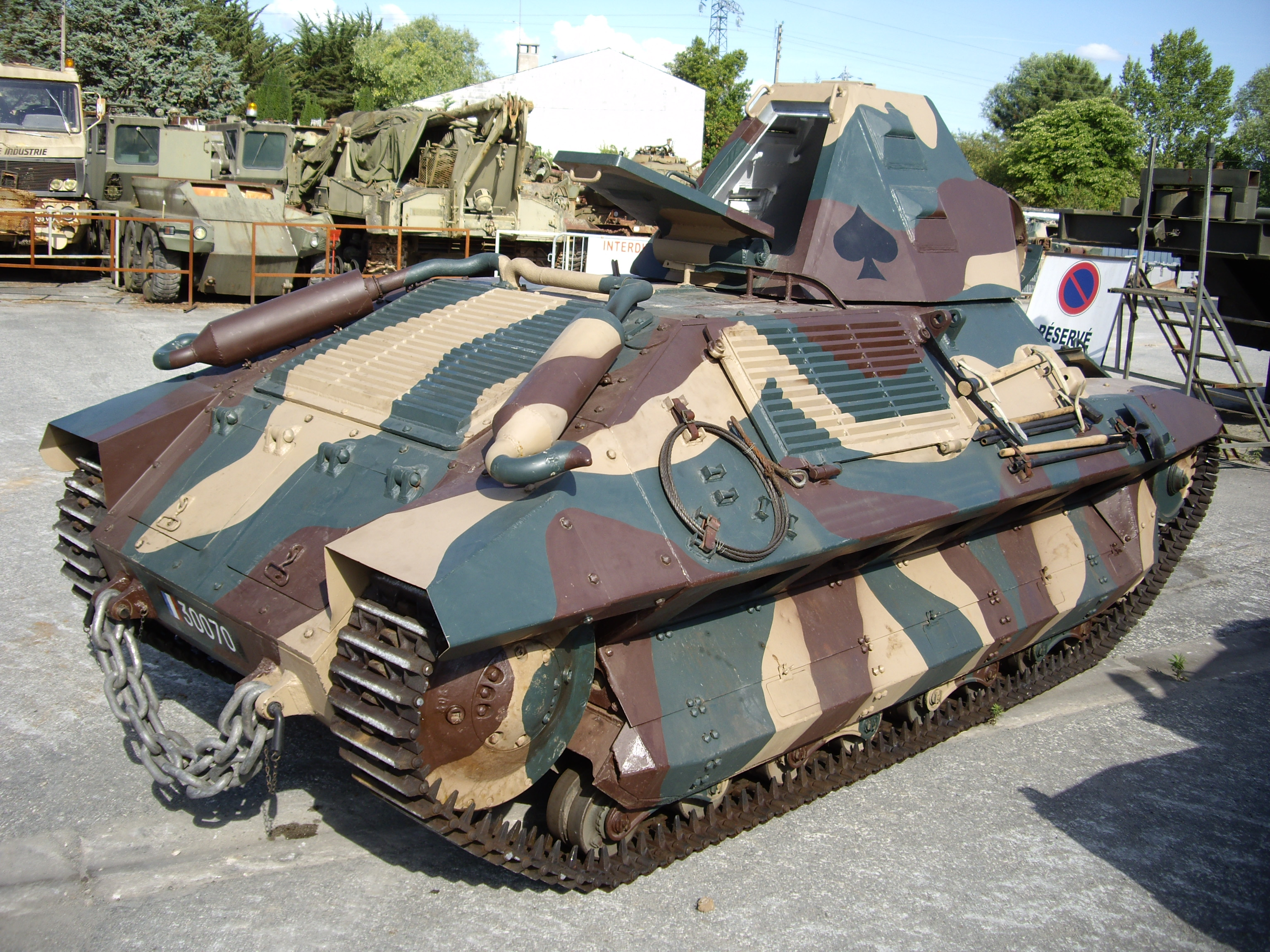
L’arrière d'un FCM 36.

Son blindage mécano-soudé a une épaisseur de 40 mm, son design est très en avance sur son époque, la coque en forme de diamant est étudiée pour faire glisser les obus, son moteur diesel Berliet-Ricardo lui évite de s'enflammer, et son autonomie est de 16 h ou 225 km sur route, ce qui est une performance pour l'époque, une autonomie au double de celle des autres chars à essence.
Le FCM 36 souffrait des mêmes défauts que les chars légers français de l'époque : le canon de 37 mm de 1918, destiné à appuyer l'infanterie mais inadapté au combat antichar, armait une tourelle monoplace, où le canonnier-chef de char, débordé, pouvait difficilement tirer, communiquer et commander en même temps. Ce canon tirait ses projectiles à 360 m/s, pouvant juste percer un blindage de 21 mm à 400 mètres sous 35° avec des obus perforants, il eut donc du mal à s'attaquer au Panzer III D doté d'un blindage de 30 mm durant la bataille de France.

## Variantes
En dehors d'un usage « tel quel » des chars de prise, sous le nom de « Panzerkampfwagen FCM 36 (f) », le char FCM 36 sert de base pour une petite série de conversions, réalisée par le Baukommando Becker. Baptisé « 10,5-cm leFH 16 auf Geschützwagen FCM 36(f) 737(f) », il s'agit de monter sur le châssis du FCM 36 une vieille pièce d'artillerie allemande, l'obusier de 105 mm 10,5-cm leichte Feldhaubitze 16 (en). Huit exemplaires de ce canon automoteur sont réalisés en 1942. La suppression de la tourelle ne compense pas la masse ajoutée par la pièce d'artillerie et la casemate blindée (de 10  à   15 mm maximum) et fait de ce canon automoteur un appareil peu apprécié et considéré comme obsolète dès sa conception. Les huit véhicules rejoignent la schnelle Brigade West.